# Домашняя (деревня)
Домашняя — деревня в Княгининском районе Нижегородской области. Входит в состав  Ананьевского сельсовета

## География
Находится на расстоянии приблизительно 10 километров по прямой на восток-северо-восток от города Княгинино, административного центра района.

## История
Известна с 1629 года.

## Население
Постоянное население составляло 45 человека (русские 98%) в 2002 году, 29 в 2010.